# こざわたまこ
こざわ たまこ（1986年 - ）は、日本の小説家。会社員。

## 経歴・人物
福島県南相馬市生まれ。専修大学文学部日本文学文化学科卒業。2012年、短編「僕の災い」（「ハロー、厄災」から改題）で第11回女による女のためのR-18文学賞（読者賞）を受賞する。
小学生の頃から小説や漫画が好きで、ノートにお話や漫画を書き留めたりしていた。高校・大学時代ともに演劇部に所属し、脚本を書いた。大学2年生から小林恭二ゼミ「文藝創作」に所属。趣味は、演劇鑑賞と漫画を読むこと。好きな作家として、重松清、窪美澄を挙げている。

## 作品リスト
- 負け逃げ（2015年9月 新潮社）（2018年3月 新潮文庫）
  - 【収録作品】僕の災い / 美しく、輝く / 蠅 / 兄帰らず / けもの道 / ふるさとの春はいつも少し遅い
- 仕事は2番（2018年5月 双葉社）（2023年9月 双葉文庫、『明日も会社にいかなくちゃ』に加筆修正し改題）
  - 【収録作品】走れ中間管理職 / スポットライト / エールはいらない / 親子の条件 / 輪になって踊ろう / 最後の日
- 君に言えなかったこと（2018年8月 祥伝社）（2022年1月 祥伝社文庫、文庫化に際し『君には、言えない』に改題）
  - 【収録作品】君に贈る言葉 / 待ち合わせを君と / 君のシュートは / 君はアイドル / 君の正しさ / 君に言えなかったこと
- 教室のゴルディロックスゾーン（2023年6月 小学館）
  - 【収録作品】胡蝶は宇宙人の夢を見る / 真夜中の成長痛 / わりきれない私達 / ホモ・サピエンスの相変異 / 教室のゴルディロックスゾーン / 放課後から届く声